# Füzesgyarmat
Füzesgyarmat város Békés vármegye északi részén, a Szeghalmi járásban. A város szénhidrogén-kutatásáról és a termálvizéről nevezetes.

## Fekvése
Füzesgyarmat a Dévaványai-sík északkeleti, a Nagy-Sárréttel határos peremén, Békés vármegye legészakabbi városaként, Hajdú-Bihar és Jász-Nagykun-Szolnok vármegye határán helyezkedik el, a Berettyó folyó alsó folyása nyugati partjától 4 km-re. A megye hozzá legközelebb fekvő városa Szeghalom. Biharnagybajom és Szeghalom között Békéscsabától 60 km-re északra fekszik.

### Megközelítése

#### Közút
A településen észak-déli irányban végighúzódik a Püspökladánytól Szeghalomig vezető 4212-es út, ezen érhető el a két végponti település és a 42-es és (Szeged-Békéscsaba irányából) a 47-es főutak felől is. A 4-es főútról Karcagnál letérve érhető el a 4206-os úton, a 47-esen Debrecen-Berettyóújfalu irányából pedig Darvasnál letérve a 4225-ös úton.
A Szeghalom felől érkező út jó minőségű, majd tovább Püspökladány irányában a megyehatárig még elfogadható, de onnantól Hajdú-Bihar vármegyében már rossz minőségű. A karcagi útvonal, a Karcag - Bucsa közötti útszakasz közelmúltban történt felújítása óta ugyancsak elfogadható minőségű.

#### Vasút
Vasúton a város a MÁV 128-as számú Békéscsaba–Kötegyán–Vésztő–Püspökladány-vasútvonalán érhető el, amelynek három megállási pontja is létesült itt: Békéscsaba vasútállomás felől sorrendben előbb Füzesgyarmati téglagyár vasútállomás, majd Füzesgyarmatfürdő megállóhely, végül Füzesgyarmat vasútállomás. A téglagyári állomás a belterület déli határszélénél volt, közvetlenül a 4212-es út mellett (már megszűnt); Füzesgyarmatfürdő a településközpont délnyugati szélén helyezkedik el, közúti elérését egy önkormányzati út biztosítja, a "nagyállomás" pedig nyugat-északnyugati irányban helyezkedik el a központtól, ahonnan a 42 333-as számú mellékúton érhető el.

## Nevének eredete
A Füzesgyarmat név utótagja a Kürt-Gyarmat névből keletkezett, a füzes előtag pedig a helységen egykor keresztülfolyó Nagy-Ér menti füzesekre utal. Az oklevelek által bizonyítható névtörténet 1219-ig nyúlik vissza, amikor Gormothnak, 1321-ben Gyarmathnak, 1479-ben Nagh-, illetve Kys Gyarmatnak, 1564-ben pedig Giarmatnak írták. Egy 1776. január 1-jén keltezett, Mária Terézia idejéből való rendelet szerint – mivel a falu határában igen sok a fűzfa – a többi Gyarmat nevezetű falutól megkülönböztetésül a falu neve Füzesgyarmat lett.

## Története
A honfoglalás előtt a régészeti leletek bizonyítják az avar telepesek jelenlétét a térségben. A város első okleveles említése 1219-ben történt, Gormoth néven. A középkori település szinte teljesen a mezőgazdaságból – főleg állattenyésztésből élt.
A 19. században kezdődött meg az iparosodás (megalakult az első iparos céh) valamint a polgárosodás (különböző egyletek, olvasókörök stb. megalakulása). Füzesgyarmat 1803. október 15-én elnyerte az országos vásár tartásának privilégiumát és vele együtt a mezővárosi rangot is, közigazgatásilag a településhez tartoztak Bucsatelep és Kertészsziget községek is, melyek ma önálló önkormányzattal rendelkeznek. Az 1828-as összeíráskor már 4076 lakosa volt Füzesgyarmatnak. Ekkor alakult a településen az első iparos céh (mint mezővárosi iparosodás első intézménye) Egyesült Céh Társaság néven 44 iparos taggal. A település a mezővárosi címet a kiegyezésig, 1867-ig megőrizte, amikor a súlyos adóterhek miatt saját elhatározásból lemondtak a városi rangról.
Füzesgyarmati uradalom tulajdonosa volt gróf Blankenstein Pál császári és királyi kamarás a 7. dragonyosezred hadnagya, munkássága jelenleg is fellelhető a településen (a volt kastély területén található: Kastélypark Strandfürdő, Római katolikus kápolna és a városi sporttelep).
Az első és második világháború közötti fejlődés eredménye volt az ipari üzemek és az intézményrendszer fejlődése (hengermalmok, téglagyárak, szeszfőzde, cipőgyár, posta, távírda, egészségház, új iskola stb.) Az 1945-50-es évek, az újjáépítés eredményei: három termelőszövetkezet, három kisipari szövetkezet megalakulása, kultúrház megépítése. A '80-as évek elején a mezőgazdasági termelés csökkent, az ipar szerepe viszont jelentősen megnőtt, ugyanis a szénhidrogén-kutatók a '80-as évek közepén jelentős mennyiségű szénhidrogénvagyont találtak település alatt. A szénhidrogén kitermelése (földgáz, gazolin, kőolaj) ezt követően megkezdődött, és a MOL Nyrt. évi 8-10 milliárdos kitermelést folytatott. A szellemi és művelődési életet a kultúrházban a városi könyvtárban, a moziban, a tájházban és az 1997-ben megnyílt Szitás Erzsébet képtárban folyó kulturális tevékenység határozza meg. Az önkormányzat és a lakosság törekvése – hogy a nagyközség várossá váljon – sikerrel járt: 2000. július 1-jétől városi rangot kapott a település.

## Közélete

### Polgármesterei
| Polgármester | Polgármester        | Polgármester |
| ------------ | ------------------- | ------------ |
| 1990–1994    | Bökfi János         | MDF-FKgP     |
| 1994–1998    | Dr. Szentesi Károly | független    |
| 1998–2002    | Dr. Szentesi Károly | független    |
| 2002–2006    | Várkonyi Imre       | MSZP         |
| 2006–2010    | Várkonyi Imre       | MSZP         |
| 2010–2014    | Bere Károly         | Fidesz-KDNP  |
| 2014–2019    | Bere Károly         | Fidesz-KDNP  |
| 2019–2024    | Koncz Imre          | MMM          |
| 2024–        | Koncz Imre          | független    |

## Népessége
2001-ben a város lakosságának 99%-a magyar, 1%-a cigány nemzetiségűnek vallotta magát.
A 2011-es népszámlálás során a lakosok 84,1%-a magyarnak, 1,7% cigánynak, 0,2% németnek, 0,2% románnak mondta magát (15,9% nem nyilatkozott; a kettős identitások miatt a végösszeg nagyobb lehet 100%-nál).
Felekezeti szempontból Füzesgyarmat népessége eléggé homogén, döntően református, kisebb létszámban unitárius és római katolikus vallású. A reformátusok majdnem 90%-os részesedéssel bírnak a vallásos népesség arányán belül. Mindhárom egyház temploma műemlék jellegű.
2011-ben a vallási megoszlás a következő volt: római katolikus 7%, református 25,3%, evangélikus 0,2%, felekezeten kívüli 43,2% (22,5% nem nyilatkozott).
2022-ben a lakosság 88,9%-a vallotta magát magyarnak, 1,6% cigánynak, 0,3% románnak, 0,2% németnek, 0,1% ukránnak, 0,1% örménynek, 1,4% egyéb, nem hazai nemzetiségűnek (11,1% nem nyilatkozott; a kettős identitások miatt a végösszeg nagyobb lehet 100%-nál). Vallásuk szerint 18,7% volt református, 3,8% római katolikus, 1,4% görög katolikus, 1,5% egyéb keresztény, 0,5% egyéb katolikus, 0,2% evangélikus, 35,9% felekezeten kívüli (37,9% nem válaszolt).
Népességének változása az elmúlt években:
| Lakosok száma | 5887 | 5819 | 5774 | 5321 | 5032 | 4959 | 4944 |
|               | 2013 | 2014 | 2015 | 2021 | 2022 | 2023 | 2024 |

## A város címere
Álló háromszögű pajzs vörössel és kékkel hasított mezejének alsó harmadában (pajzstalpban) ezüst ék fekete (olajat
jelképező) hullámos pólyával; a bal oldali vörös mezőben lebegő (a megújulást és a tájjelleget jelképező fűz) ötágú arany életfa; jobb oldali kék mezőben befelé fordult, vörössel vértezett, jobbját felemelő ezüst (fehér) gólya. A pajzson heraldikai (arany, sárga) korona.

## Nevezetességek, turistalátványosságok
- Városháza

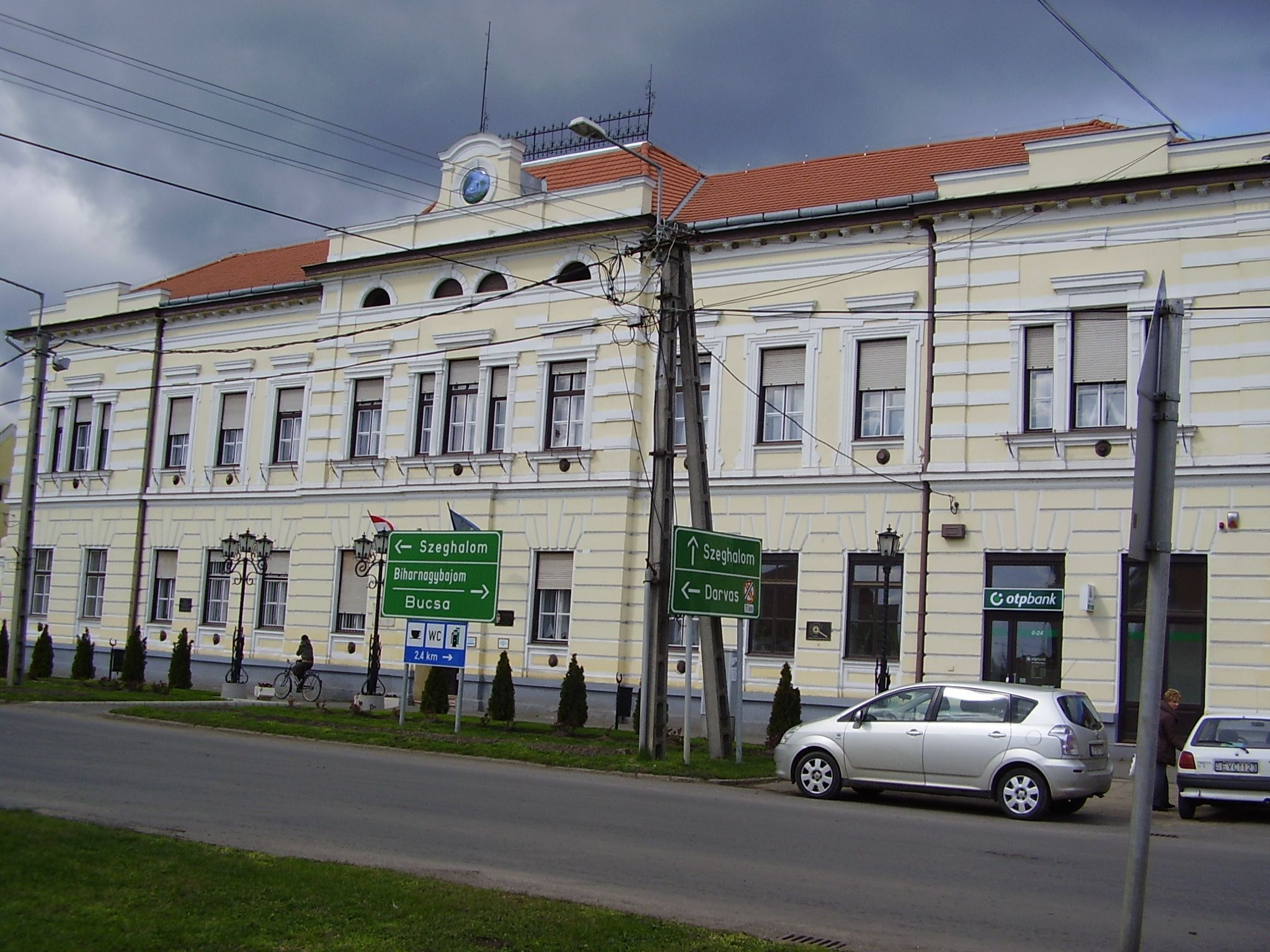
A városháza

- Wenckheim-kastély – Füzesgyarmati Kastélypark Fürdő: Hét medencével – öt nyitott, egy fedett és egy részben fedett – várják a látogatókat. Mozgásszervi, idegrendszeri, nőgyógyászati, urológiai, valamint emésztőrendszeri- és anyagcsere-betegségben szenvedőknek ajánlják. A strandon gyógy- és wellness szolgáltatások üzemelnek.
- Castrum termál kemping
- A Szent Borbála, a bányászok védőszentje
- Tájház
- Szitás Erzsébet Képtár
- Egykori zsinagóga épülete (1929) jelenleg iskola, Jókai utca
- Zsidó temető, Északi temetőn túl, helyi értékű síremlékekkel
- Csánki Dezső Helytörténeti Egyesület

## Testvérvárosai
- Ozsdola, Kovászna megye, Erdély, Románia
- Zimándújfalu, Arad megye, Románia

## Neves személyek

Újságcikk gróf Blankenstein Pálról

- Gróf Blankenstein Pál császári és királyi kamarás, a 7. dragonyosezred hadnagya
- Bonyhay Benjamin (1805–1885) ügyvéd és megyei hivatalnok
- Csánki Benjámin (Füzesgyarmat, 1868. január 3. – Debrecen, 1943. július 5.): református lelkész, egyetemi tanár[16]
- Csánki Dezső (1857–1933) történész, levéltáros, az MTA tagja
- Doma-Mikó István (sz. név: Mikó István) (Füzesgyarmat 1951.január 16. –) festő, udvari festő Japán)
- Gacsári István (1791–1847) református lelkész, költő
- Galambos Sándor (?–2018) hintókészítő, kovácsmester[17]
- Hegyesi János(1899–1992) autodidakta költő, a Nemzeti Parasztpárt tagja és országgyűlési képviselője
- Lázár Gyula (1911–1983) világbajnoki ezüstérmes magyar labdarúgó, magyar bajnok, az FTC egykori játékosa
- Márky Barna [vitéz sarkadi Márky Barnabás] (Orosháza, 1884. október 4. – Füzesgyarmat, 1966. április 10.) jogász, járási szolgabíró, Békés vármegye főjegyzője, majd alispánja 1930–1944 között, Márki János közjegyző fia[18]
- Nagy Lajos (1870-1961) református gimnáziumi tanár
- Rákos Ferenc (1893–1963) magyar jogász, újságíró, műfordító, a Magyarországi Tanácsköztársaság alatt a Vörös Őrség országos parancsnoka
- Szilágyi Márton (1842–1900) református lelkész